# Saint-Offenge
Saint-Offenge es una comuna francesa situada en el departamento de Saboya, de la región Auvernia-Ródano-Alpes.

## Historia
Fue creada el 1 de enero de 2015, en aplicación de una resolución del prefecto de Saboya de 6 de noviembre de 2014 con la unión de las comunas de Saint-Offenge-Dessous y Saint-Offenge-Dessus, pasando a estar el ayuntamiento en la antigua comuna de Saint-Offenge-Dessous.

## Demografía
| Gráfica de evolución demográfica de Saint-Offenge entre 1800 y 2013 |
|                                                                     |

Los datos entre 1800 y 2013 son el resultado de sumar los parciales de las dos comunas que forman la nueva comuna de Saint-Offenge, cuyos datos se han cogido de 1800 a 1999, para las comunas de Saint-Offenge-Dessous y Saint-Offenge-Dessus  de la página francesa EHESS/Cassini. Los demás datos se han cogido de la página del INSEE.

## Composición
| Comuna delegada       | Código INSEE | Población (2013) | Superficie (km²) | Densidad (hab./km²) |
| --------------------- | ------------ | ---------------- | ---------------- | ------------------- |
| Saint-Offenge-Dessous | 73263        | 966              | 7.92             | 122                 |
| Saint-Offenge-Dessus  | 73264        | 278              | 7.71             | 36                  |